# Petydyna
Petydyna, meperydyna, dolantyna – organiczny związek chemiczny, syntetyczny lek przeciwbólowy o działaniu narkotycznym (odurzającym), opioid, pochodna 4-fenylopiperydyny, agonista głównie receptorów opioidowych μ. W lecznictwie stosowany jest w postaci chlorowodorku.
Została zsyntetyzowana w 1939 roku i była początkowo używana jako lek atropinopodobny, o działaniu rozkurczowym. Dopiero później wykazano, że wywiera też ośrodkowe działanie przeciwbólowe i wywołuje uzależnienie.

## Działanie
Petydyna jest agonistą receptorów opioidowych μ (86%), a także κ i δ. Wykazuje działanie przeciwbólowe, cholinolityczne, przeciwskurczowe (spazmolityczne). Nie nasila ciśnienia w drogach moczowych i żółciowych. Działa 8–10 razy słabiej i krócej od morfiny, efekt działania następuje szybciej, szczególnie po podaniu domięśniowym. W przeciwieństwie do morfiny nie wywołuje zaparć. Długotrwałe używanie prowadzi do silnego uzależnienia fizycznego.
Petydyna nie hamuje czynności skurczowej macicy (więc nie wydłuża akcji porodowej), Przenika przez łożysko na zasadzie dyfuzji prostej stając się przyczyną toksycznego wpływu na płód. Przenika także do mleka matki. Posiada kategorię D według amerykańskiej Agencji Żywności i Leków.
Dobrze wchłania się po podaniu podskórnym lub domięśniowym, a zaczyna działać po 10–15 minutach. Metabolizowana jest w wątrobie i w większości wydalana z moczem w postaci niezmienionej oraz w postaci toksycznego metabolitu, norpetydyny. Czas półtrwania petydyny we krwi matki wynosi 3 godziny, a u noworodka 21 godzin, natomiast czas półtrwania norpetydyny wynosi odpowiednio 18 i 60 godzin. W tym czasie mogą wystąpić objawy niepożądane takie jak depresja oddechowa, hipotermia, osłabienie karmienia piersią, zmieniony płacz i zmniejszenie ruchliwości.
Petydyna wywiera znaczny wpływ sedacyjny na rodzącą oraz wywołuje liczne objawy niepożądane, w tym splątanie, uniemożliwiające kontrolę rodzącej nad przebiegiem porodu, depresję oddechową odpowiedzialną także za niedotlenienie płodu, nudności i wymioty. Petydyna i jej aktywny metabolit, norpetydyna, przenikając przez łożysko, wywołują depresję oddechową noworodka, senność lub rozdrażnienie matki, a także zwłokę w aktywnym przystawianiu noworodka do piersi. Substancje te mają również działanie neurotoksyczne, stając się przyczyną drgawek. Toksyczny wpływ leku na noworodka nasila współistniejąca kwasica, będąca efektem depresji ośrodka oddechowego noworodka i sedacji matki.
Ze względu na silny efekt sedacyjny petydyny i względnie słaby przeciwbólowy rodząca poddana działaniu leku nadal odczuwa silne bóle porodowe, jednak przez sedację ich nie manifestuje.
Pacjentki poddane takiej sedacji nierzadko przysypiają i są wybudzane przez kolejne epizody bólu podczas czynności skurczowej. Z tego powodu wydaje się być nieetyczne oferowanie rodzącej sedacji zamiast złagodzenia bólu porodowego.
W licznych badaniach wykazano, że lek ten do pewnego stopnia łagodzi ból porodowy, ale liczne działania niepożądane, w tym neurotoksyczność, eliminuje ją jako lek go łagodzący. Według innych autorów działanie przeciwbólowe jest porównywalne z paracetamolem lub akupunkturą, a znacznie słabsze od podtlenku azotu.
W świetle dostępnych badań podawanie petydyny w trakcie porodu nie ma medycznego uzasadnienia.

## Wskazania
W leczeniu bólów o średnim i dużym nasileniu, w tym nowotworowych. Bywa stosowana w położnictwie oraz przy bólach zawałowych. Działa spazmolitycznie, więc można ją stosować w kolkach wątrobowych i nerkowych. Mimo powszechnego przekonania, że petydyna jest najefektywniejszym opioidem w leczeniu kolki nerkowej, badania nie potwierdziły jej przewagi nad morfiną. Petydyna częściej niż morfina wywołuje wymioty po podaniu pozajelitowym i w ciągu pierwszych dwóch godzin po operacjach ginekologicznych. Kumulacja aktywnego metabolitu, norpetydyny, wiązana jest z neurotoksycznością (reakcje wahają się od nerwowości do drżeń, mioklonii i napadów drgawkowych. Z powodu wydłużonego czasu półtrwania norpetydyny ryzyko wystąpienia toksyczności jest większe u pacjentów z upośledzoną czynnością nerek.

## Działania niepożądane
Tak jak inne opioidy, może ona wywołać depresję oddechową. Nalokson nie odwraca objawów wywołanych toksycznością norpetydyny, a nawet może je nasilać.
Nie stosuje się petydyny długotrwale, ponieważ jest lekiem silnie uzależniającym, a ponadto w wyniku jej metabolizmu powstaje drgawkorodna norpetydyna, która akumuluje się w organizmie, o czym należy pamiętać szczególnie u pacjentów z niewydolnością nerek. W przypadku norpetydyny nalokson nie może być stosowany jako odtrutka, wręcz może zwiększać ryzyko drgawek przez hamowanie przekaźnictwa GABA-ergicznego i obniżenie poziomu drgawkowego (w dawkach wynoszących kilka miligramów). W przypadku podejrzenia zatrucia norpetydyną należy podać leki przeciwdrgawkowe i wspomóc wentylację płuc.

## Interakcje
Należy zachować szczególną ostrożność u ludzi stosujących inhibitory monoaminooksydazy, gdyż zaburzają one metabolizm petydyny.

## Preparaty
Tabletki 25 mg; ampułki 100 mg w 2 ml; ampułki 50 mg w 1 ml
Nazwy handlowe: Dolargan, Demerol, Dolantin, Dolcontral, Dolsin

## Pozostałe informacje
- W 1984 David Kennedy, syn Roberta F. Kennedy’ego, zmarł z powodu wielokrotnego przyjmowania kokainy, Demerolu i Mellarilu[16].
- Lek zwrócił uwagę międzynarodowej opinii publicznej w czerwcu 2009, gdy raporty medialne powiązały go ze śmiercią piosenkarza Michaela Jacksona. ABC News poinformowało, że Jackson był uzależniony od petydyny[17].